# Gebirgs-Taschenratten
Gebirgs-Taschenratten (Thomomys) sind eine Gattung der Taschenratten mit neun Arten, die im Westen Nordamerikas vorkommen.

## Arten und Verbreitung
Folgende Arten zählen zur Gattung:
- Gebirgs-Taschenratte (Thomomys bottae, Eydoux & Gervais, 1836), Südwesten der USA sowie nördliches Mexiko.
- Camas-Taschenratte (Thomomys bulbivorus, Richardson, 1829), im Tal des Willamette River und seiner Nebenflüsse.
- Wyoming-Taschenratte (Thomomys clusius Coues, 1875), Bundesstaat Wyoming.
- Idaho-Taschenratte (Thomomys idahoensis Merriam, 1901), Idaho sowie angrenzende Bundesstaaten.
- Mazama-Taschenratte (Thomomys mazama, Merriam, 1897), Bundesstaat Washington bis Norden Kaliforniens.
- Sierra-Taschenratte (Thomomys monticola, J. A. Allen, 1893), Nordwesten Kaliforniens und angrenzende Gebiete Nevadas.
- Nördliche Taschenratte (Thomomys talpoides Richardson, 1828), Great Plains, Rocky Mountains sowie andere Gebirge im Westen Kanadas und der USA.
- Townsend-Taschenratte (Thomomys townsendii Bachman, 1839), mehrere verstreute Population in Idaho, Oregon, Nevada und Kalifornien.
- Zwergtaschenratte (Thomomys umbrinus Richardson, 1829), von Arizona und New Mexico bis Zentral-Mexiko.

## Merkmale
Die Arten ähneln den anderen Taschenratten im Körperbau. Sie erreichen eine Kopf-Rumpf-Länge von 11,5 bis 30,5 cm, eine Schwanzlänge von 4 bis 9,5 cm sowie ein Gewicht von 45 bis 545 g. Die Farbe des kurzen und weichen Fells kann zwischen den einzelnen Exemplaren stark variieren, es kommen schwarze, braune, graue und weiße Farbtöne vor, wobei die Unterseite nur unbedeutend heller erscheint. Der Schwanz ist an der Basis nur spärlich mit Haaren bedeckt und an der Spitze nackt. Die Arten besitzen lange Krallen an den vorderen Pfoten, mit denen sie in der Erde graben. Bei härterem Boden benutzen sie meist die Schneidezähne. Kennzeichnend für die Gattung ist das Fehlen von Rinnen an der Frontseite der Schneidezähne. Dieses Merkmal kommt nur bei wenigen anderen Taschenratten vor.

## Lebensweise
Diese Taschenratten können in unterschiedlichen Bodenarten graben. Manche Arten erreichen dabei felsige Gebirgskämme, die auf 4000 Meter Meereshöhe liegen. Als Lebensraum dienen unter anderem Wüsten, Prärien, offene Wälder und Wiesen.
Die Tiere schaffen komplexe Tunnelsysteme, deren tiefste Bereiche 3 Meter unter der Erdoberfläche liegen können. Innerhalb des Systems gibt es mehrere Kammern mit 20 bis 25 cm Durchmesser als Wohnräume oder Lagerplatz. Zusätzlich zum eigenen Bau werden bei der Nahrungssuche Gänge gegraben, die meist 13 bis 46 cm lang sind. Im Winter können die Baue auch innerhalb der Schneedecke über dem Erdboden liegen.
Gebirgs-Taschenratten sind zu unterschiedlichen Tageszeiten und das ganze Jahr über aktiv. Sie fressen vorwiegend Wurzeln und Knollen, die mit verschiedenen oberirdischen Pflanzenteilen komplettiert werden. Letztere werden meist nachts gesammelt oder an den Wurzeln in den Tunnel gezogen. Mit ihren Backentaschen können die Tiere große Mengen von Nahrung in die Vorratsräume tragen. Ihren Flüssigkeitsbedarf decken sie völlig mit fester Nahrung.
Außerhalb der Fortpflanzungszeit meiden die Individuen einander. Sollten sie aufeinander treffen, kommt es zu heftigen Kämpfen. Die Paarung erfolgt im Bau des Weibchens nach der kalten Jahreszeit und abhängig von Art und Verbreitungsgebiet. Nach etwa 19 Tagen Trächtigkeit werden 1 bis 10 Jungtiere geboren. Die durchschnittliche Wurfgröße variiert zwischen den Arten. Die Jungtiere müssen den Bau der Mutter nach etwa zwei Monaten verlassen. Sie sind nach 5 bis 6 Monaten ausgewachsen und im nächsten Frühjahr fortpflanzungsfähig. Viele Exemplare überleben das erste Jahr nicht. Sie fallen Eulen, Silberdachsen, Kojoten, Füchsen und anderen Raubtieren zum Opfer oder erfrieren im Winter. Einzelne Individuen wurden dagegen bis zu vier Jahre alt.

## Gebirgs-Taschenratten und Menschen
Die Arten schaffen mit ihrer grabenden Lebensweise eine bessere Durchlüftung und Durchmischung des Bodens, der dadurch besser für eine weitere Nutzung geeignet ist. Andererseits kann die Kombination von Überweidung durch Nutztiere und Vorkommen von Gebirgs-Taschenratten dazu führen, dass eine Fläche schneller unbrauchbar wird. Wenn die Nagetiere Kartoffeln fressen oder die Wurzeln junger Bäume annagen, werden sie als Schädlinge bekämpft.
Alle Arten werden von der IUCN als nicht gefährdet (Least Concern) gelistet.